# Genderstudies
Genderstudies zijn een onderdeel van de sociale wetenschappen dat zich bezighoudt met de studie van gender en de invloed ervan op de taal, de maatschappij en de wetenschap. Ze worden gerekend tot de normatieve wetenschap.
Veel voormalige vakgroepen vrouwenstudies zijn in de loop der tijd overgegaan in vakgroepen genderstudies, meestal zonder hun focus op vrouwenstudies te verlaten. Zodoende is er binnen genderstudies meestal minder ruimte voor bestudering van genderkwesties gezien vanuit de positie van mannen.
Genderonderzoek houdt zich ook bezig met het onderzoek naar factoren en mechanismen die het glazen plafond, de onzichtbare factoren die vrouwen belemmeren hogere kaderfuncties te bekleden, kunnen verklaren. Factoren die bijdragen tot ongelijke behandeling en ongelijke kansen worden onderzocht.
De volgende onderwerpen komen regelmatig aan bod:
1. De verschillen tussen man, vrouw en andere genders (prestatiegericht/sociaal, taakgericht/mensgericht, directieve leiderschapsstijl/ participatieve leiderschapsstijl);
2. Stereotiepe denkbeelden over man, vrouw en andere genders (typische mannelijke, vrouwelijke banen). Stereotiep denken en factoren belemmeren de emancipatie. (stereotiep denken → stereotiepe verwachtingen → stereotiep gedrag → belemmering emanicipatieproces)
3. Discriminatie (verschillen in salarisniveau, mannen hebben meer leidinggevende functies)
4. Studie – en beroepenvoorkeur (geslachtgebonden; vrouw = talen, sociologie, maatschappelijke banen, cultuur, verzorging; man = technologie, exacte wetenschappen)
5. Seksueel grensoverschrijdend gedrag op het werk (de gevolgen van de seksuele geladenheid tussen collega's)

## Kritiek
Historicus en theoreticus Bryan Palmer betoogt dat de huidige afhankelijkheid van genderstudies van het poststructuralisme de oorsprong, betekenissen en gevolgen van historische gebeurtenissen en processen verdoezelt. Psycholoog Debra Soh stelt dat genderstudies gebaseerd zijn op twijfelachtige wetenschap, dat het een onwetenschappelijke ideologie is en dat het onnodige ontwrichting in de levens van kinderen veroorzaakt.
De feministische filosoof Rosi Braidotti heeft genderstudies bekritiseerd als 'de overname van de feministische agenda door studies over mannelijkheid, wat resulteert in het overhevelen van financiering van feministische faculteitsposities naar andere soorten posities.
Genderstudies, en meer in het bijzonder queerstudies binnen genderstudies, zijn door bisschoppen en kardinalen van de katholieke kerk bekritiseerd als een aanval op de menselijke biologie. Paus Franciscus heeft gezegd dat onderwijs over genderidentiteit op scholen een ‘ideologische kolonisatie’ is die traditionele gezinnen en vruchtbare heteroseksualiteit bedreigt. Frankrijk was een van de eerste landen waar deze bewering wijdverspreid werd toen katholieke bewegingen door de straten van Parijs marcheerden tegen het wetsvoorstel over het homohuwelijk en adoptie.